# Lycée Ferenc-Toldy
Le lycée Ferenc-Toldy (en hongrois : Toldy Ferenc Gimnázium) est un lycée public situé dans le 1er arrondissement de Budapest. Il porte le nom de Ferenc Toldy.